# Con el corazón en la mano
Con el Corazón en la Mano es el primer álbum de estudio del grupo colombiano Aterciopelados, publicado en 1993 en formato vinilo, casete y CD, fue grabado y mezclado en Studio Master Producciones de Bogotá en la primavera de 1993, la producción de este álbum debut estuvo a cargo de Juan Antonio Castillo, mientras que la mezcla fue realizada por Richard Blair.
Aterciopelados llegaría para ser una de las bandas más populares del rock de América Latina. El persistente latido punk está presente en muchas de las canciones del disco donde destacaron los primeros éxitos de la banda en el ambiente criollo, tales como «Mujer gala», «La cuchilla», y «Sortilegio».
Este trabajo registro ventas por aproximadamente 50 000 copias, un éxito comercial para cualquier artista colombiano en esa época, el tema «Sortilegio» ha sido considerado como el N.º 4 entre los mejores del Rock Colombiano, mientras que «Mujer Gala» se convertiría en el primer gran éxito de la banda, y fue considerada como la 15° entre 50 canciones Colombianas por Rolling Stone en 2014.

## Carátula
La tapa del álbum muestra un dibujo de un tigre (un adorno muy común en el transporte público de Bogotá de los años 80), rodeado por 5 estrellas y el nombre de la banda en letra cursiva y en la parte inferior el nombre del álbum, en el reverso aparecen los 4 integrantes principales en ese momento (Héctor Buitrago, Andrea Echeverri, Andrés Giraldo y Charlie Márquez) con el torso desnudo y sosteniendo un corazón en la mano.

## Grabación y recepción
El debut de Aterciopelados en la escena roquera Bogotana venia precedido un reconocimiento importante en la cultura underground gracias a la primera formación de la banda bajo el nombre de "Delia y los Aminoácidos" en la que incluía algunos músicos de La Pestilencia y se presentaba frecuentemente en los bares propiedad de Héctor, este trabajo discográfico vio la luz gracias al gran impacto que causó una grabación casi amateur de "Mujer Gala" el cual se presentó en algunas emisoras para publicitar presentaciones de la banda los fines de semana, fue tal el éxito de este sencillo que BMG fichó inmediatamente al grupo para grabar su primer álbum, bajo la producción de Juan Antonio Castillo y colaboración de Richard Blair que en poco tiempo darían forma a este trabajo.
Es importante destacar el papel de Héctor como compositor en la mayoría de temas, el Punk con algunas influencias de la música latina especialmente del Bossa nova con cierta distorsión y baja calidad son la constante del disco, esto siempre ha sido reconocido y aceptado por Héctor y Andrea, pese a lo anterior temas como «La gomela», «Mujer gala»,  «Sortilegio»,  y la versión punk de «La cuchilla» (importante canción de la música popular) cayeron bien entre la audiencia se volverían recurrentes en las presentaciones en vivo del grupo y resonaron en varias emisoras juveniles de época.
El éxito de estas canciones fue tan grande que el mismo año se incluyeron en un recopilatorio de bandas nuevas (Nuestro Rock), un proyecto musical de industrias Philips y Radioactiva, que reúnio los trabajos de diez grupos colombianos donde también aparecieron La Derecha, Pasaporte y Tránsito Libre entre otras siendo un éxito comercial inmediato.
En cuanto al comportamiento en ventas fue bastante bueno con una distribución cercana a 50,000 copias, algo que era un gran éxito en la época para un artista colombiano, esto los llevó de extensas giras nacionales, siendo el gran grupo colombiano revelación de aquel año.

## Lista de temas
| Con el corazón en la mano |                                                                                        |                                 |          |  |
| N.º                       | Título                                                                                 | Escritor(es)                    | Duración |  |
| 1.                        | «La gomela»                                                                            | Héctor Buitrago                 | 1:40     |  |
| 2.                        | «Ella»                                                                                 | Buitrago                        | 2:56     |  |
| 3.                        | «Símbolo marciano»                                                                     | Buitrago                        | 2:34     |  |
| 4.                        | «Se parapeta»                                                                          | Buitrago                        | 2:57     |  |
| 5.                        | «Para mi solito»                                                                       | Buitrago                        | 3:25     |  |
| 6.                        | «Mal castigo»                                                                          | Buitrago, Andrea Echeverri      | 3:41     |  |
| 7.                        | «Mujer gala» (Grabada en el estudio de la U. Javeriana. Ingeniero Ricardo Urueña 1993) | Buitrago, Echeverri             | 1:34     |  |
| 8.                        | «El pez (¡Qué pesar!)»                                                                 | Buitrago                        | 3:14     |  |
| 9.                        | «La cuchilla» (Carrilera muy popular en Colombia)                                      | Jaime Rincón                    | 2:01     |  |
| 10.                       | «La sirena»                                                                            | Buitrago, Echeverri             | 3:25     |  |
| 11.                       | «Sortilegio» (Grabada en el estudio FQ Producciones, Ingeniero Fabián Quiroga 1993)    | Buitrago, Ch.Marquez            | 4:28     |  |
| 12.                       | «Las delicias»                                                                         | Buitrago, Ch.Marquez, Echeverri | 2:22     |  |
| 13.                       | «Quieto veneno»                                                                        | Buitrago                        | 1:15     |  |
| 14.                       | «No te me disuelvas»                                                                   | Buitrago, Echeverri             | 4:52     |  |
| 15.                       | «La fe perdida»                                                                        | Buitrago, Ch.Marquez            | 4:07     |  |
| 44:31                     |                                                                                        |                                 |          |  |

## Videoclips
- «Mujer Gala»
- «El Sortilegio»
- «La Gomela»

## Músicos
- Andrea Echeverri: Voz
- Héctor Buitrago: Bajo Sexto
- Andrés Giraldo: Batería
- Charlie Márquez: Guitarra

## Posicionamientos

### Sencillos
| Publicación   | Trabajo      | Premio                                           | Año  | Puesto |
| ------------- | ------------ | ------------------------------------------------ | ---- | ------ |
| AutopistaROCK | "Sortilegio" | Las 50 Canciones Más Grandes del Rock Colombiano | 2014 | 35     |
| Rolling Stone | "Mujer Gala" | 50 Grandes Canciones Colombianas                 | 2014 | 15     |
| Rolling Stone | "Sortilegio" | 50 Grandes Canciones Colombianas                 | 2014 | 43     |
| Subterránica  | "Sortilegio" | Las 100 Mejores Canciones del Rock Colombiano    | 2011 | 4      |
| Subterránica  | "Mujer Gala" | Las 100 Mejores Canciones del Rock Colombiano    | 2011 | 95     |